# Filino di Cos (atleta)
Filino di Cos, figlio di Egepoli (in greco antico: Φιλῖνος ὁ Κῷος?; Cos, ... – ...; fl. III secolo a.C.), è stato un atleta greco antico, cinque volte vincitore olimpico.

## Biografia
È stato cinque volte vincitore olimpico nelle gare di corsa nello stadio e diaulo .
Per un decennio fu il campione incontrastato negli stadi dell'Antica Grecia. Nella 129ª Olimpiade nel 264 a.C vinse sia nello stadion che nel diaulos; ripeté l'impresa alla 130ª Olimpiade nel 260 a.C.. Secondo Mark Golden, la sua quinta vittoria potrebbe avere il diaulos nel 256 a.C. Oltre ai giochi olimpici ha ottenuto un totale di 11 vittorie nei giochi istmici , quattro vittorie ai giochi pitici e altre quattro vittorie ai giochi nemei. In totale vinse 24 volte.
Gli abitanti di Cos gli dedicarono una statua ad Olimpia, in Grecia.

## Menzione in letteraria
Filino di Cos appare in una poesia di Teocrito, ed è citato anche da Pausania il Periegeta e da Eusebio di Cesarea.